# Alta GP
Alta GP – samochód Formuły 1 zaprojektowany przez Geoffa Taylora. Pierwszy samochód Alty, który wziął udział w Formule 1. W trzech wyścigach Formuły 1 wystartowali nim Crossley i Joe Kelly.

## Historia
Samochód powstał w 1948 roku, a niektóre części pochodziły z przedwojennych modeli. W stosunku do poprzedników ulepszono niezależne zawieszenie, zmieniono silnik na doładowany o pojemności 1,5 litra i mocy 230 KM. Nadwozie nie było w modnym ówcześnie kształcie cygara. Wadą samochodu była wysoka zawodność – chociaż samochód ustanowił szereg rekordów prędkości na krótkich dystansach, to okazał się zbyt awaryjny w wyścigach o dłuższych dystansach.
Pierwszy ukończony samochód (oznaczony GP1) sprzedano George'owi Abecassisowi, który używał go w różnych zawodach w latach 1948–1949, ale ukończył tylko jeden wyścig. Następnie Abecassis korzystał z silników Alty w samochodach HWM.
Zmodyfikowane w stosunku do GP1 egzemplarze GP2 i GP3 zostały ukończone odpowiednio w 1949 i 1950 roku i zostały sprzedane odpowiednio Geoffowi Crossleyowi i Joemu Kelly'emu. Model GP2 miał przeprojektowane nadwozie, przez co samochód miał kształt odwróconej litery T. W GP2 wykorzystano nadwozie rurowe. Poprawiono także niezależne zawieszenie, w tym wahacze. W przodzie samochodu znajdowała się chłodnica chłodząca umieszczony z przodu silnik.
Crossley zajął siódme miejsce w Grand Prix Belgii 1949. Następnie zaczął ustanawiać serię rekordów prędkości na torze w Montlhéry. Kelly koncentrował się na wyścigach w Irlandii, a jego najlepszym wynikiem było trzecie miejsce w Ulster Trophy w 1952 roku. Obaj kierowcy wzięli udział w pierwszym wyścigu Formuły 1, Grand Prix Wielkiej Brytanii 1950. Kelly ukończył wyścig, ale nie został sklasyfikowany. Crossley wycofał się z powodu awarii układu przeniesienia napędu.
Kelly później znacznie przebudował swój model, i wystawiał go w Irish Racing Automobiles w latach 1952–1953, przy czym silniki Alta zamienił na jednostki Bristol.

## Wyniki w Formule 1
| Legenda oznaczeń w tabelach wyników Wyświetl szablon na nowej stronie | Legenda oznaczeń w tabelach wyników Wyświetl szablon na nowej stronie                                                                     |
| Oznaczenie                                                            | Wyjaśnienie |
| --------------------------------------------------------------------- | --- |
| Złoty                                                                 | Zwycięzca lub mistrzostwo |
| Srebrny                                                               | 2. miejsce lub wicemistrzostwo |
| Brązowy                                                               | 3. miejsce lub II wicemistrzostwo |
| Zielony                                                               | Ukończył, punktował (w klasyfikacji generalnej, gdy zdobył co najmniej jeden punkt na przestrzeni sezonu, poza trzema powyższymi opcjami) |
| Niebieski                                                             | Ukończył, nie punktował (w klasyfikacji generalnej, gdy nie zdobył co najmniej jednego punktu na przestrzeni sezonu)                      |
| Czerwony                                                              | Nie zakwalifikował się (NZ) |
| Czerwony                                                              | Nie prekwalifikował się (NPK) |
| Różowy                                                                | Nie ukończył (NU) |
| Różowy                                                                | Niesklasyfikowany (NS) (w klasyfikacji generalnej, gdy nie został sklasyfikowany w żadnym wyścigu sezonu)                                 |
| Czarny                                                                | Zdyskwalifikowany (DK) |
| Czarny                                                                | Wykluczony (WYK/EX) |
| Biały                                                                 | Nie wystartował (NW) |
| Biały                                                                 | Kontuzjowany (K/INJ) |
| Biały                                                                 | Wyścig odwołany (OD/C) |
| Bez koloru                                                            | Został wycofany (WYC/WD) |
| Bez koloru                                                            | Nie przybył (NP/DNA) |
| Bez koloru                                                            | Nie brał udziału w treningach (NT/DNP) |
| Bez koloru                                                            | Nie został zgłoszony (–) |
| Pogrubienie                                                           | Start z pole position |
| Kursywa                                                               | Najszybsze okrążenie wyścigu |
| †                                                                     | Nie ukończył, ale jego rezultat został zaliczony ze względu na przejechanie więcej niż 90% dystansu wyścigu.                              |
| *                                                                     | Sezon w trakcie |
| 1/2/3                                                                 | Punktowana pozycja w sprincie kwalifikacyjnym                                                                                             |
| Lista systemów punktacji Formuły 1                                    | |

| Sezon | Zespół            | Silnik   | Opony | Kierowcy       | 1   | 2   | 3   | 4   | 5   | 6   | 7   | 8   | Pkt. | Msc. |
| ----- | ----------------- | -------- | ----- | -------------- | --- | --- | --- | --- | --- | --- | --- | --- | ---- | ---- |
| 1950  | Joe Kelly         | Alta R4T | D     |                | GBR | MCO | 500 | CHE | BEL | FRA | ITA |     | 0    | –*   |
| 1950  | Joe Kelly         | Alta R4T | D     | Joe Kelly      | NS  |     |     |     |     |     |     |     | 0    | –*   |
| 1950  | Geoffrey Crossley | Alta R4T | D     | Geoff Crossley | NU  |     |     |     | 9   |     |     |     | 0    | –*   |
| 1951  | Joe Kelly         | Alta R4T | D     |                | CHE | 500 | BEL | FRA | GBR | DEU | ITA | ESP | 0    | –*   |
| 1951  | Joe Kelly         | Alta R4T | D     | Joe Kelly      |     |     |     |     | NS  |     |     |     | 0    | –*   |

* Przed 1958 rokiem nie przyznawano punktów w klasyfikacji konstruktorów.